# Бойцово (Тверская область)
Бойцо́во — деревня в Лихославльском районе Тверской области. Входит в состав Микшинского сельского поселения.

## История
В 1964 году указом Президиума Верховного Совета РСФСР деревня Собакино переименована в Бойцово.

## Население
| 2010 |
| ---- |
| 18   |